# SusHi Tech Tokyo
SusHi Tech Tokyo（すしテックとうきょう）は、東京都が主催する年次的な国際スタートアップカンファレンスで、持続可能な都市を実現するための最先端技術を活用し、スタートアップ、投資家、大企業、都市、学生など多様なプレイヤーが集まるプラットフォーム。
このイベントは、都市課題の解決とオープンイノベーションの促進を目的としており、東京の未来像を国内外に発信する重要な役割を果たしている。

## 概要
SusHi Tech Tokyoは、「Sustainable High City Tech Tokyo」プロジェクトの一環として、2023年から開始。このプロジェクトは、都市課題の解決と東京の魅力を発信することを目指し、特にAI、量子技術、フードテックなどの最先端技術を通じて持続可能な都市を実現することを重視している。2025年時点で、アジア最大級のスタートアップカンファレンスとして位置づけられている。

## 歴史
| 年     | イベント名            | 開催期間      | 会場               | 主な特徴                                                   |
| ------ | --------------------- | ------------- | ------------------ | ---------------------------------------------------------- |
| 2023年 | City-Tech.Tokyo       | 2月27日～28日 | 東京国際フォーラム | 1万人以上参加、300スタートアップ出展、インフラ・環境テーマ |
| 2024年 | SusHi Tech Tokyo 2024 | 4月～5月      | 東京ベイエリア     | 50万人来場、アジア最大級に成長、3プログラム構成            |
| 2025年 | SusHi Tech Tokyo 2025 | 5月8日～10日  | 東京ビッグサイト   | 50,000人以上参加、613スタートアップ、135セッション         |

- 2023年: City-Tech.Tokyoの開始
2023年2月27日～28日に東京国際フォーラムで開催。このイベントは、SusHi Tech Tokyoの前身として位置づけられ、30カ国・100都市から1万人以上が参加した。300のスタートアップが出展し、インフラ、社会基盤、環境などのテーマで議論が行われた。賞金1,000万円のピッチコンテスト（企業へのプレゼンテーションを競う大会）や、日本企業とグローバルスタートアップの商談会も特徴的[2]。
- 2024年: SusHi Tech Tokyo 2024の拡大
2024年4月～5月に東京ベイエリア（東京ビッグサイト、ホテルニューオータニ東京、有明アリーナ、日本科学未来館、シンボルプロムナード公園、海の森エリアの各会場）で開催され、アジア最大級のスタートアップイベントに成長。50万人の来場者を迎え、グローバルスタートアッププログラム、シティリーダーズプログラム、ショーケースプログラムの3つの柱で構成された。この年は、東京の未来都市モデルを発信し、国際的な協力を深める場となった[3]。
- 2025年: SusHi Tech Tokyo 2025の進化
2025年5月8日～10日に東京ビッグサイト東展示棟4～6ホールで開催。参加者は50,000人以上で、613のスタートアップ（約60%が海外）、投資家、大企業、都市、学生などが集まった。主なイベントは、SusHi Tech Challenge 2025（ピッチコンテスト、賞金1,000万円）、135のセッション、展示会、パブリックデイ（5月10日、一般公開）など。特に、AI、量子技術、フードテックに特化した「Focus on」セッションが注目された[4][1]。

## 目的と特徴
- 主な目的
  - 持続可能な都市の未来像についてオープンに議論する。
  - イノベーションやスタートアップの成長につながる新たな出会いを創出する。
- 主な特徴
  - SusHi Tech Challenge: スタートアップ向けのピッチコンテストで、2025年は657応募（46カ国・地域）からファイナル7社が選ばれ、優勝賞金1,000万円が授与された。
  - 展示会: 2025年は500以上の出展者（海外スタートアップ、大企業、都市、学生パビリオンなど）が参加。3Dフードプリンター（FP-3000、LASERCOOK、JETCOOK）などの展示も行われた。
  - セッション: 135以上のセッションで、国内外のトップランナーが都市課題解決に向けた議論を展開。2025年は約80%が英語で行われ、スピーカー335人（45%女性、50%海外）が参加。
  - パブリックデイ: 一般市民向けの公開日（2025年5月10日）で、未来の都市像を体感できる体験型イベントが特徴。
  - 公式アプリ: マッチング機能や最新情報提供で参加者間の交流を促進。2025年はiOS版[5]、Android版[6]があり、5,000件以上のビジネスミーティングが成立。

## 参加者と活動
以下のような多様な参加者が集まった。
- スタートアップ: 613社以上（2025年時点で約60%が海外）。技術分野は都市インフラ、建築、モビリティ、農業、ヘルスケア、フード、Generative AI、量子技術、WEB 3、フィンテック、バイオ、エネルギー、宇宙など。
- 投資家: 21のセッションで日本の市場への期待を議論。
- 大企業: 47社の企業パートナーがパビリオンを設置し、技術支援や展示を行った。
- 都市: 25の都市が参加し、都市イノベーションの取り組みを紹介。
- 学生: 学生パビリオン（ITAMAE）では、セッションやピッチコンテスト「出世魚ピッチ」、ワークショップが開催され、300人以上の学生ボランティアがサポート。

## 成果と影響
期待される成果。
- 5,000件以上のビジネスミーティングによる協業・投資機会の創出。
- SusHi Tech Challenge 2025の優勝者への賞金1,000万円と副賞によるスタートアップ支援。
- 世界46カ国・地域からの参加によるグローバルなネットワーキングと国際協力の促進。
- パブリックデイを通じて一般市民の技術革新への関心の高まり。

このイベントは、東京都の「2050 Tokyo Strategy」の一部であり、特に「スタートアップエコシステムの開発」（Strategy 10）に貢献するもの。